# Glypta tenuicornis
Glypta tenuicornis är en stekelart som beskrevs av Thomson 1889. Glypta tenuicornis ingår i släktet Glypta och familjen brokparasitsteklar. Arten är reproducerande i Sverige. Inga underarter finns listade i Catalogue of Life.